# 國家檔案館 (中華民國)
國家檔案館，為中華民國（臺灣）首座的國家檔案館，由國家發展委員會檔案管理局主管，座落於新北市林口區檔案館路1號，預定於2025年11月正式開館。國家檔案館秉持生態理念，為地上10層地下2層的綠建築及智慧建築，並兼顧週邊景觀生態保留；該館具有典藏國家檔案（保存、整理、修復）、檔案應用推廣（閱覽、展示、研究、出版）、檔案技術服務（媒材研究、長期保存）、行政辦公及教育休閒的功能，規劃檔案庫房與全館自動化，能容納100公里檔案的典藏量，滿足大約20年的入藏空間需求。冀能提供民眾舒適的閱聽環境、互動體驗的展示學習場域與通透開敞的館區空間。
預定完工啟用後，檔案局所典藏管理的檔案及行政辦公地點皆會移入國家檔案館，原有的辦公大樓和服務空間則不再使用，交由國有財產署管理。

## 計畫背景
1999年《檔案法》通過，自2002年生效。因應《檔案法》之規定，作為檔案主管機關的檔案管理局在2000年成立籌備處，2001年11月23日，正式成立。臺灣的檔案建設可謂起步緩慢，在該法實施前，各級政府機關早已累積多年檔案，對檔案的典藏與管理各自為政，如：外交部與經濟部將早期檔案寄存於中研院近代史研究所，國史館典藏歷任總統檔案及各級政府機關早期的檔案，國史館臺灣文獻館典藏日治時期的政府檔案和二戰後的省政府、縣市政府和國營事業檔案，故宮博物院、中研院歷史語言研究所、臺灣大學圖書館典藏清代的政府檔案，造成國內歷史檔案與早期政府機關檔案分散存放。至於專責臺灣重要檔案史料蒐集和保存的中研院臺灣史研究所檔案館，成立較晚，也有蒐集公私機構檔案，主要是透過和各單位進行合作數位化計畫，取得這些檔案史料的數位影像典藏。另外在各中央與地方政府機關的檔案庫房，各地方政府所屬的縣史館、臺北市立文獻館等單位，也典藏有政府檔案。檔案管理局成立後，部份政府機關的檔案已移轉至檔案局。而由於中央或地方的文史機關，如國史館，也保存國家檔案，因此與檔案局之間存在競爭或合作的關係。
鑑於臺灣缺乏國家檔案之整體建設，檔案管理局自2003年起就開始籌設國家檔案館，以作為典藏與管理國家檔案的重要機構。在此之前，國史館前館長朱匯森在該館提出的《檔案法》草案，就主張在行政院下設國家檔案館，地方設置地方檔案館，行政院版的《檔案法》亦曾有設置國家檔案館與地區檔案館之規劃，然而這些條文都沒能在立法院通過。
歷經十餘年的努力，行政院終於在2017年8月核定了檔案管理局提出的「國家檔案典藏及服務建設計畫」，自2018年開始實施，為期6年。該計畫指出，現有的國家檔案典藏空間已無法因應長期發展，檔案管理技術、檔案服務資源和檔案加值成效亦因缺乏國家級別的檔案館而受限。因此，亟需興建一座國家檔案館。計畫選址於新北市林口區，基地面積約2.6公頃，定位為國家檔案典藏與服務的專屬空間，旨在永續典藏政府施政紀錄，並促進檔案的開放與應用。之後，因遭遇COVID-19疫情和營建物價急遽上漲，調整了計畫的期程、規模、經費和招標策略，最終於2021年開工，預計在2025年啟用，施工團隊由豐譽營造和東元電機共同組成，九典聯合建築師事務所設計監造。興建國家檔案館之總經費約新臺幣29億元。

## 基地位置
國家檔案館座落於新北市林口區檔案館路1號，位於林口社區運動公園南邊，由文化一路一段、公園路、檔案館路及計畫道路所圍之街廓內，在中山高速公路林口交流道北側約0.9公里，距離桃園機場捷運林口站約1.5公里。

## 外部連結
機構
- 國家檔案館 （页面存档备份，存于）
- 國家發展委員會檔案管理局 （页面存档备份，存于）

資源查詢
- 國家檔案資訊網 （页面存档备份，存于）
- 機關檔案目錄查詢網 （页面存档备份，存于）
- 國家歷史檔案整合平台
- 檔案資源整合查詢平台 （页面存档备份，存于）